# Dekeidoryxis khooi
Dekeidoryxis khooi är en fjärilsart som beskrevs av Tosio Kumata 1989. Dekeidoryxis khooi ingår i släktet Dekeidoryxis och familjen styltmalar. Inga underarter finns listade i Catalogue of Life.